# SDSS J143317.78+101123.3
SDSS J143317.78+101123 (abrégé en SDSS J1433+1011 voire simplement J1433) est un système binaire constitué d'une naine blanche et d'une naine brune, situé dans la constellation du Bouvier.